# Caballo con arcos

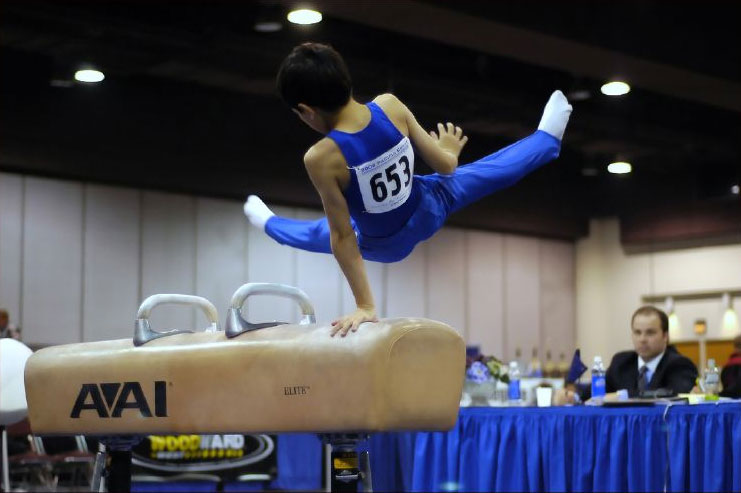
Gimnasta realizando su ejercicio en el caballo con arcos.

El caballo con arcos, también denominado caballo con arzones, es un aparato de gimnasia artística usado por gimnastas masculinos. Anteriormente estaba hecho de un marco metálico con un cuerpo paralelepípedo de madera y una cubierta de cuero, hoy el marco puede contener materiales plásticos o compuestos, el cuerpo, igualmente de forma paralelepípeda, está hecho de plástico y puede estar cubierto de materiales sintéticos. El cuerpo tradicionalmente se asienta sobre cuatro patas, aunque el apoyo puede diferir en su forma. El ejercicio dura unos 40-60 segundos pero los elementos duran 3-5 segundos.
Existe un aparato gimnástico similar, con el cuerpo y el sostén mas sin los agarres, conocido como potro.

## Ejercicio y ejecución
Es una herramienta de gimnasia artística. Un típico ejercicio de caballo con arcos implica tanto trabajo de una sola pierna como de ambas. Las habilidades de pierna sola generalmente incluyen las encontradas en forma de tijeras, un elemento hecho a menudo sobre el arco. El trabajo de ambas piernas sin embargo, son el acto principal de este acontecimiento. El gimnasta balancea ambas piernas en un movimiento circular (en el sentido de las agujas del reloj o en sentido contrario a gusto del gimnasta) y realiza tales habilidades sobre todas las partes del aparato. Para hacer el ejercicio más complicado, los gimnastas a menudo incluirán variaciones en el posicionamiento de las piernas. El ejercicio termina cuando el gimnasta realiza el desmonte, balanceando su cuerpo fuera del aparato o realizando una parada sobre sus manos y saltando. Durante toda la serie, solamente las manos pueden tocar el aparato y el incumplimiento de esta regla provoca pérdida en la puntuación. El caballo con arcos, sus elementos gimnásticos y diversas reglas son regulados todos por el Código de Puntuación.                                                                                     El caballo con arcos es considerado por muchos el más difícil de los seis ejercicios gimnásticos masculinos. Mientras que el resto de ejercicios requieren una cierta combinación de músculo y técnica, el caballo con arcos tiende a favorecer la técnica sobre el músculo. Esto se debe al hecho de que los ejercicios de caballo están hechas con el balanceo de los hombros y, excepto la parada con las manos, no son estáticos. Por lo tanto, reducen la tensión inducida en los brazos, por lo que menos músculo es necesario en este ejercicio que en otros como las anillas o las paralelas. Además se maneja por niveles nivel 1, nivel 2, nivel 3, nivel 4, nivel 5, nivel 6, nivel 7, nivel 8, nivel 9, nivel 10 y olímpico.
Como en todos los ejercicios, la FIG marca la forma de realizarlo. La norma indica que las piernas y pies han de permanecer juntos y extendidos durante todo el ejercicio, excepto en las figuras singulares, como el ejercicio de tijeras o de una sola pierna.

### Modalidad masculina
- Anillas
- Barra fija
- Barras paralelas
- Suelo (gimnasia)
- Salto

### Modalidad femenina
- salto
- Barras asimétricas
- Suelo (gimnasia)
- Barra de equilibrio